# Everybody (chanson de Tanel Padar et Dave Benton)
Pour les articles homonymes, voir Everybody.
Chansons représentant l'Estonie au Concours Eurovision de la chanson
Once in a Lifetime
(2000) Runaway
(2002)
Chansons ayant remporté le Concours Eurovision de la chanson
 Fly on the Wings of Love
(2000)  I Wanna
(2002)
Everybody (« Tout le monde ») est la chanson représentant l'Estonie et gagnante du Concours Eurovision de la chanson 2001, interprétée par le chanteur estonien Tanel Padar, le chanteur néerlando-estonien Dave Benton originaire d'Aruba et le groupe 2XL (aujourd'hui Soul Militia).

## À l'Eurovision
Elle est intégralement interprétée en anglais, et non pas en estonien, comme le permet la règle depuis 1999.

## Classements

### Classements hebdomadaires
| Classement (2001)               | Meilleure position |
| ------------------------------- | ------------------ |
| Allemagne (Media Control AG)    | 99                 |
| Belgique (Flandre Ultratip 100) | 3                  |
| Belgique (Wallonie Ultratip 50) | 14                 |
| Pays-Bas (Single Top 100)       | 64                 |
| Suède (Sverigetopplistan)       | 12                 |